# Alt-tech
Alt-tech — платформы социальных сетей и интернет-провайдеры, популярные среди альтернативных правых, ультраправых и других людей, придерживающихся крайних или экстремистских взглядов, которые считали, что эти альтернативы модерируют контент менее строго, чем основные интернет-сервисы.
Термин использовался как для описания платформ, созданных специально для привлечения экстремистски настроенных пользователей и обладающих функциональностью, схожей с основными альтернативами, так и в более широком смысле для основных платформ, которые имеют менее строгую политику модерации контента, привлекая пользователей, которые были запрещены или ограничены другими основными сервисами. В 2010-х и 2020-х годах некоторые видные консерваторы, которым было запрещено пользоваться другими платформами социальных сетей, начали размещать и просматривать контент вместе со своими сторонниками на alt-tech платформах. Некоторые alt-tech платформы описывают себя как защитников свободы слова и свободы личности, что некоторые исследователи и журналисты назвали прикрытием для ультраправых пользователей и антисемитизма на таких платформах.

## История
Alt-tech веб-сайты впервые были названы таковыми в 2010-х годах. Их популярность возросла в конце этого десятилетия, а также в начале 2020-х годов. Отчасти это объясняется «деплатформированием», запретами (см., например, теневая блокировка) и ограничениями деятельности, наложенными такими компаниями, как Facebook и Twitter, которые иногда уничижительно называют «Big Tech». Одним из ярких примеров являются заявления правых групп о том, что эти компании цензурируют их взгляды.
После марша «Объединённых правых» в августе 2017 года интернет-компании, такие как Google, Facebook и Twitter, подверглись критике за несоблюдение собственных условий предоставления услуг и отреагировали политикой, направленной на деплатформирование белых супремасистов. Исследователь Hope not Hate Джо Малхолл назвал деплатформирование организации Британия превыше всего в 2018 году и Томми Робинсона в 2019 году двумя основными событиями, которые подтолкнули британских пользователей социальных сетей к переходу на альтернативные платформы. Итан Цукерман и Чанд Раджендра-Николуччи далее назвали деплатформирование теоретика заговора Алекса Джонса в августе 2018 года поворотным моментом.
В октябре 2018 года alt-tech платформа Gab стала объектом пристального внимания общественности после стрельбы в синагоге Питтсбурга, после того как выяснилось, что единственный подозреваемый в нападении, Роберт Грегори Бауэрс, перед стрельбой разместил на Gab сообщение, указывающее на непосредственное намерение совершить нападение. Бауэрс имел опыт размещения на сайте экстремистских, антисемитских сообщений. После стрельбы сайт Gab на короткое время прекратил работу, когда его отключил хостинг-провайдер и несколько платежных систем отказали ему в обслуживании.
Популярность alt-tech платформ резко возросла в январе 2021 года, когда президент Соединенных Штатов Дональд Трамп и многие его видные последователи были лишены доступа к Twitter и другим платформам. Сайт Parler, среди пользователей которого было много сторонников Трампа, был отключен от сети, когда компания Amazon Web Services приостановила хостинг через несколько дней после штурма Капитолия США 6 января. Он был перезапущен на новом хостинге 15 февраля 2021 года.
В июле 2021 года был анонсирован пример alt-tech оборудования под названием «Freedom Phone» — смартфон, который продвигал функции, ориентированные на приватность, и «бесцензурный» магазин приложений. Выяснилось, что устройство было всего лишь версией китайского смартфона, выпущенного компанией Umidigi, с модифицированной прошивкой Android, предварительно загруженной приложениями, популярными среди целевой аудитории, и ребрендированной версией клиента с открытым исходным кодом для Google Play (а не независимого магазина приложений, который подразумевался в рекламных материалах).
К 2022 году газеты The New York Times и The Guardian описали перенасыщенный рынок alt-tech платформ. The Times отметила, что alt-tech платформы, заявляющие о цензуре со стороны Twitter, такие как Gettr, Parler и Rumble, в основном рекламировали себя в Twitter.
В феврале 2022 года Трамп запустил альтернативу Twitter, Truth Social, после создания платформы для обмена сообщениями вне Twitter, например, прекратившего существование блога Трампа. Во время разработки Truth Social сначала не признал, что использует открытый код Mastodon, и получил ультиматум от Mastodon, но позже тихо признал использование кода Mastodon. Запуск Truth Social сопровождался значительными техническими трудностями. Условия обслуживания платформы включают противоречивый пункт о том, что пользователи не могут «унижать, порочить или иным образом вредить, согласно нашему мнению, нам и/или сайту». Согласно отчету группы по защите прав потребителей Public Citizen, alt-tech платформы, якобы ориентированные на свободу слова, включают цензуру некоторых либеральных и консервативных точек зрения, а также регулярно модерируют контент на других платформах, создавая «эхо-камеру». На основании отчета. Truth Social была обнаружена теневая блокировка пользователей, не согласных с изложением материала на сайте, а также других материалов, включая некоторые консервативные материалы. «Truth Social» запретил контент, упоминающий либеральные взгляды на аборты и слушания в Конгрессе по поводу нападения на Капитолий 6 января.

## Исследование alt-tech платформ
Дин Фрилон и коллеги, опубликовавшие в журнале Science в сентябре 2020 года, написали, что некоторые alt-tech сайты специально предназначены для обслуживания правых сообществ, назвав в качестве примера 4chan (основан в 2003 году), 8chan (2013), Gab (2016), BitChute (2017) и Parler (2018). Они отметили, что другие были более идеологически нейтральными, такие как Discord и Telegram. Discord позже работал над удалением правых экстремистов из своей пользовательской базы и стал более мейнстримовой платформой. Джо Малхолл, старший исследователь британской антирасистской организации Hope Not Hate, также выделяет группы alt-tech платформ: он говорит, что некоторые из них, такие как DLive и Telegram, являются «кооптированными платформами», которые стали широко популярны среди ультраправых из-за их минимальной модерации; другие, включая BitChute, Gab и Parler, являются «платформами на заказ», которые были созданы людьми, которые сами имеют «ультраправые наклонности». Итан Цукерман и Чанд Раджендра-Николуччи, напротив, описали сервисы alt-tech в явно политических терминах в статье 2021 года для Knight First Amendment Institute при Колумбийском университете:
Мы используем термин alt-tech для обозначения платформ, которые обещают свободу слова без цензуры, которые существуют специально для того, чтобы дать место крайне правым, националистическим, расистским или экстремистским точкам зрения, и которые несут в себе широкое чувство недовольства тем, что речь подвергается "цензуре" за то, что она не является "политически корректной". Многие, но не все из этих alt-tech сайтов являются ультраправыми сообществами
— Итан Цукерман и Чанд Раджендра-Николуччи
Исследователи также обнаружили, что платформы alt-tech могут использоваться ультраправыми экстремистами в целях мобилизации и вербовки, что более опасно, чем просто распространение своих взглядов.
Австрийская исследовательница Джулия Эбнер назвала alt-tech платформы «ультралибертарианскими».

## Платформы
Некоторые сайты и платформы, которые были названы alt-tech, включают в себя:
| Тип                                 | Alt-tech компания  | Ссылки                                    | Статус        |
| ----------------------------------- | ------------------ | ----------------------------------------- | ------------- |
| Микроблогинг                        | Gab                | [ 1 ] [ 3 ] [ 6 ] [ 41 ] [ 42 ]           |               |
| Микроблогинг                        | Gettr              | [ 42 ] [ 43 ] [ 44 ]                      |               |
| Микроблогинг                        | Parler             | [ 1 ] [ 4 ] [ 41 ] [ 45 ]                 |               |
| Микроблогинг                        | Truth Social       | [ 42 ] [ 44 ]                             |               |
| Микроблогинг                        | X (раннее Twitter) | [ 46 ] [ 47 ] [ 48 ]                      |               |
| Видеохостинг                        | BitChute           | [ 1 ] [ 41 ] [ 49 ]                       |               |
| Видеохостинг                        | DLive              | [ 23 ] [ 50 ]                             |               |
| Видеохостинг                        | DTube              | [ 49 ]                                    |               |
| Видеохостинг                        | Odysee             | [ 51 ] [ 52 ]                             |               |
| Видеохостинг                        | PewTube            | [ 3 ] [ 6 ]                               | Не существует |
| Видеохостинг                        | Rumble             | [ 23 ] [ 45 ]                             |               |
| Видеохостинг                        | Triller            | [ 45 ]                                    |               |
| Краудфандинг                        | GiveSendGo         | [ 53 ] [ 54 ]                             |               |
| Краудфандинг                        | GoyFundMe          | [ 3 ]                                     | Не существует |
| Краудфандинг                        | Hatreon            | [ 6 ] [ 16 ]                              | Не существует |
| Краудфандинг                        | SubscribeStar      | [ 55 ] [ 56 ]                             |               |
| Краудфандинг                        | WeSearchr          | [ 5 ]                                     | Не существует |
| Социальная сеть                     | MeWe               | [ 23 ] [ 45 ]                             |               |
| Социальная сеть                     | Minds              | [ 41 ] [ 57 ]                             |               |
| Социальная сеть                     | Slug               | [ 58 ]                                    |               |
| Социальная сеть                     | Thinkspot          | [ 59 ] [ 60 ] [ 61 ] [ 62 ]               |               |
| Социальная сеть                     | WrongThink         | [ 3 ]                                     |               |
| RSS-агрегатор                       | Patriots.win       | [ 63 ]                                    |               |
| RSS-агрегатор                       | Voat               | [ 5 ] [ 45 ]                              | Не существует |
| Вики энциклопедия                   | Infogalactic       | [ 3 ] [ 5 ]                               |               |
| Вики энциклопедия                   | Метапедия          | [ 64 ] [ 65 ] [ 66 ] [ 67 ] [ 68 ] [ 69 ] |               |
| Имиджборд                           | 8kun               | [ 1 ] [ 57 ]                              |               |
| Виртуальная служба знакомств        | WASP Love          | [ 3 ]                                     |               |
| Pastebin                            | JustPaste.it       | [ 57 ]                                    |               |
| Регистратор доменных имён и хостинг | Epik               | [ 7 ] [ 70 ]                              |               |
| Платформа гражданской активности    | CloutHub           | [ 23 ]                                    |               |